# Sigurd Andersson
Sigurd Andersson (né le 18 juillet 1926, mort le 5 février 2009) est un ancien fondeur suédois.

## Palmarès

### Jeux Olympiques
| Épreuve / Édition | Oslo 1952 |
| 4x10km            | Bronze    |